# Осоавиахим (Ошская область)
Осоавиахим (кирг. Осоавиахим) — село в Алайском районе Ошской области Кыргызстана. Входит в состав Джошолунского айылного аймака.

## География
Село расположено в южной части области, на правом берегу реки Джошолу (правый приток реки Куршаб), на расстоянии приблизительно 15 километров (по прямой) к востоку от села Гульча, административного центра района. Абсолютная высота — 1950 метров над уровнем моря.

## Население
Согласно оценочным данным Национального статистического комитета Кыргызской Республики, численность населения села на начало 2023 года составляла 1625 человек.
| год     | 2009 | 2014 | 2015 | 2020 | 2021 | 2023 |
| ------- | ---- | ---- | ---- | ---- | ---- | ---- |
| человек | 1234 | 1435 | 1500 | 1631 | 1631 | 1625 |